# 锫
，是一種人工合成的化學元素，其化學符號为Bk，原子序數为97，属于锕系元素和超鈾元素，具有放射性。位於美國加州伯克利的勞倫斯伯克利國家實驗室在1949年12月首次合成出錇元素，因此錇以伯克利（Berkeley）命名。錇是繼鎿、鈈、鋦和鎇後第五個被發現的超鈾元素。
最常見的錇同位素是錇-249，主要經高通量核反應爐產生，半衰期為330天。目前製造該同位素的單位有美國田納西州的橡樹嶺國家實驗室和俄羅斯季米特洛夫格勒的核反應器研究所。第二重要的同位素錇-247要用高能量α粒子向鋦-244進行撞擊而產生，是錇最穩定的同位素，半衰期為1380年。
從1967年至今，在美國生產的錇元素僅僅超過1克。除在科學研究中用來合成更重的超鈾元素外，錇沒有實際的用途。2009年，在進行250天的輻射後，橡樹嶺國家實驗室製成了22毫克的錇-249，並在其後的90天內對該樣本進行了純化處理。純化後的錇元素同年被送到俄羅斯聯合核研究所，以鈣-48離子向其撞擊150天後，合成出了鿬（117號元素），是截至目前最新發現的元素。
錇是一種柔軟的銀白色放射性金屬。錇-249輻射的是低能電子，所以相對安全。不過，其半衰期為330天，衰變後會產生鉲-249，而該同位素會釋放高能量的α粒子，十分危險。這種衰變的現象在研究錇元素及其化合物屬性時尤其重要，因為不斷生成的鉲不但會污染化學樣本，還會釋放輻射，破壞樣本的結構。

## 歷史

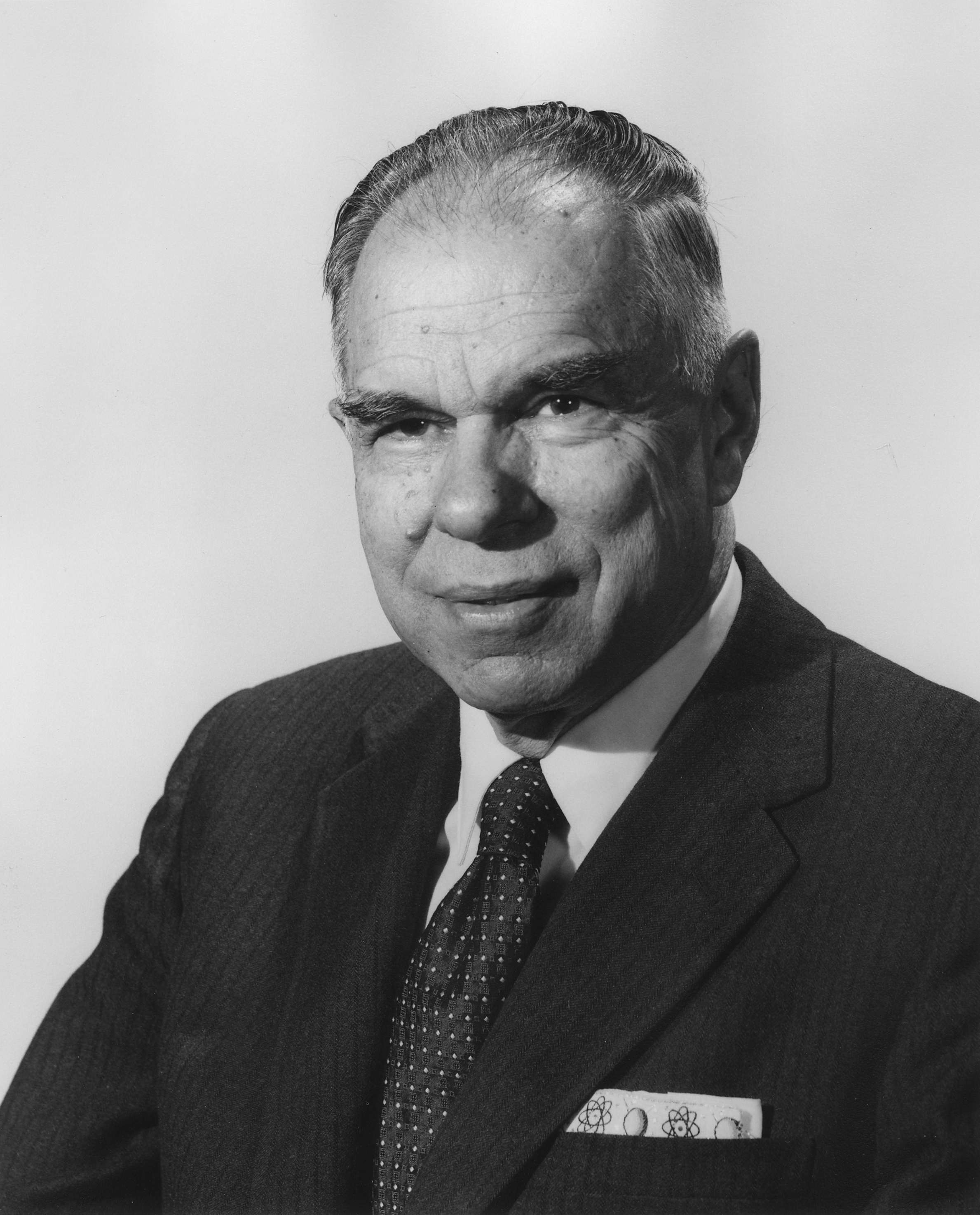
格倫·西奧多·西博格

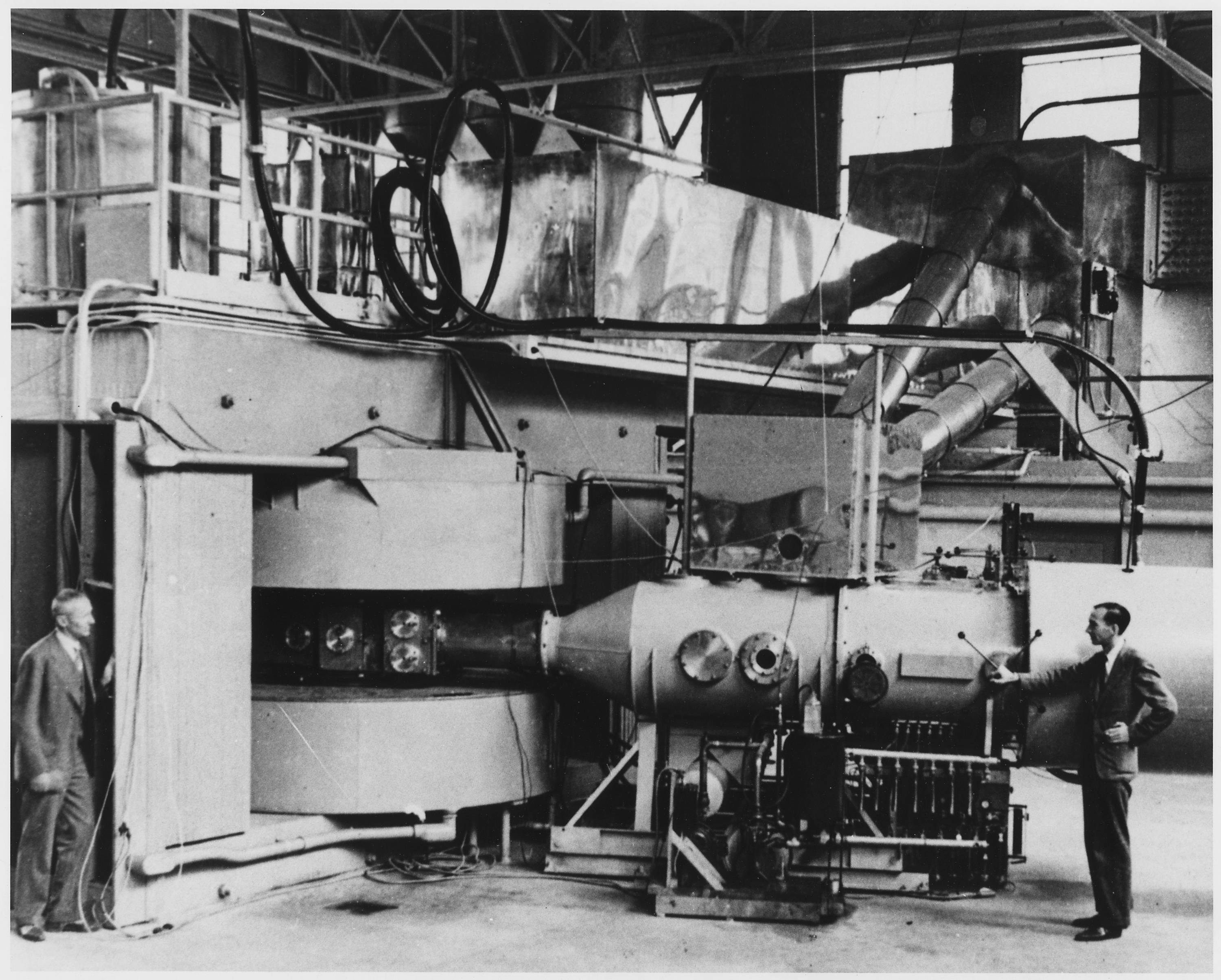
加州大學柏克萊分校的勞倫斯柏克萊國家實驗室的1.5米直徑迴旋加速器，攝於1939年8月

1949年12月，格倫·西奧多·西博格、阿伯特·吉奧索和史丹利·傑拉德·湯普森使用伯克利加州大學的1.5米直徑迴旋加速器，成功合成並分離出錇元素。在1949至1950年同期被發現的還有鉲元素（原子序為98）。
與95和96號元素相似，發現團隊為97號元素命名時，也參考了元素週期表中對上的鑭系元素的命名方式。95號元素鋂（Americium）是以其發現所在的美洲大陸（America）命名的，類似於以歐洲（Europe）命名的銪元素；96號元素鋦則是以科學家瑪莉·居禮（Marie Curie）和皮埃爾·居禮（Pierre Curie）命名的，類似於以科學家、工程師約翰·加多林（Johan Gadolin）命名的釓元素。發現團隊在報告中寫道：「我們建議以發現所在的伯克利城（Berkeley），將第97號元素命名為Berkelium（符號Bk），就像它的化學同類物鋱（Terbium，65號）是以礦物發現所在地瑞典伊特比（Ytterby）命名的一樣。」
錇的合成過程中最困難的是要產生足夠的鋂作為目標體，以及要從最終產物中把錇分離出來。首先，鉑薄片上要塗上硝酸鋂（241Am）溶液，在溶液蒸發後，殘留物須退火成二氧化鋂（AmO2）。科學家再將如此做成的目標體放在位於勞倫斯伯克利國家實驗室的1.5米直徑迴旋加速器中，受能量為35 MeV的α粒子輻射6小時。輻射造成的(α,2n)核反應產生了243Bk同位素，另加兩顆中子：
{\displaystyle \mathrm {^{241}_{\ 95}Am\ +\ _{2}^{4}He\ \longrightarrow \ _{\ 97}^{243}Bk\ +\ 2\ _{0}^{1}n} }
輻射完畢之後，科學家把薄片上的塗層溶解在硝酸當中，再用濃氨水使其沉澱為氫氧化錇。離心分離後，產物再次被溶於硝酸中。要從鋂中分離出錇，溶液須加入到銨和硫酸銨的混合溶液中並進行加熱，使溶解了的鋂轉化為+6氧化態。剩餘未被氧化的鋂可以通過加入氫氟酸，以三氟化鋂（AmF
3）的形式沉澱出來。這一步的產物包括三氟化鋦和三氟化錇。該混合物在與氫氧化鉀反應後形成對應的氫氧化物，並在最後進行離心分離後溶解在高氯酸中。

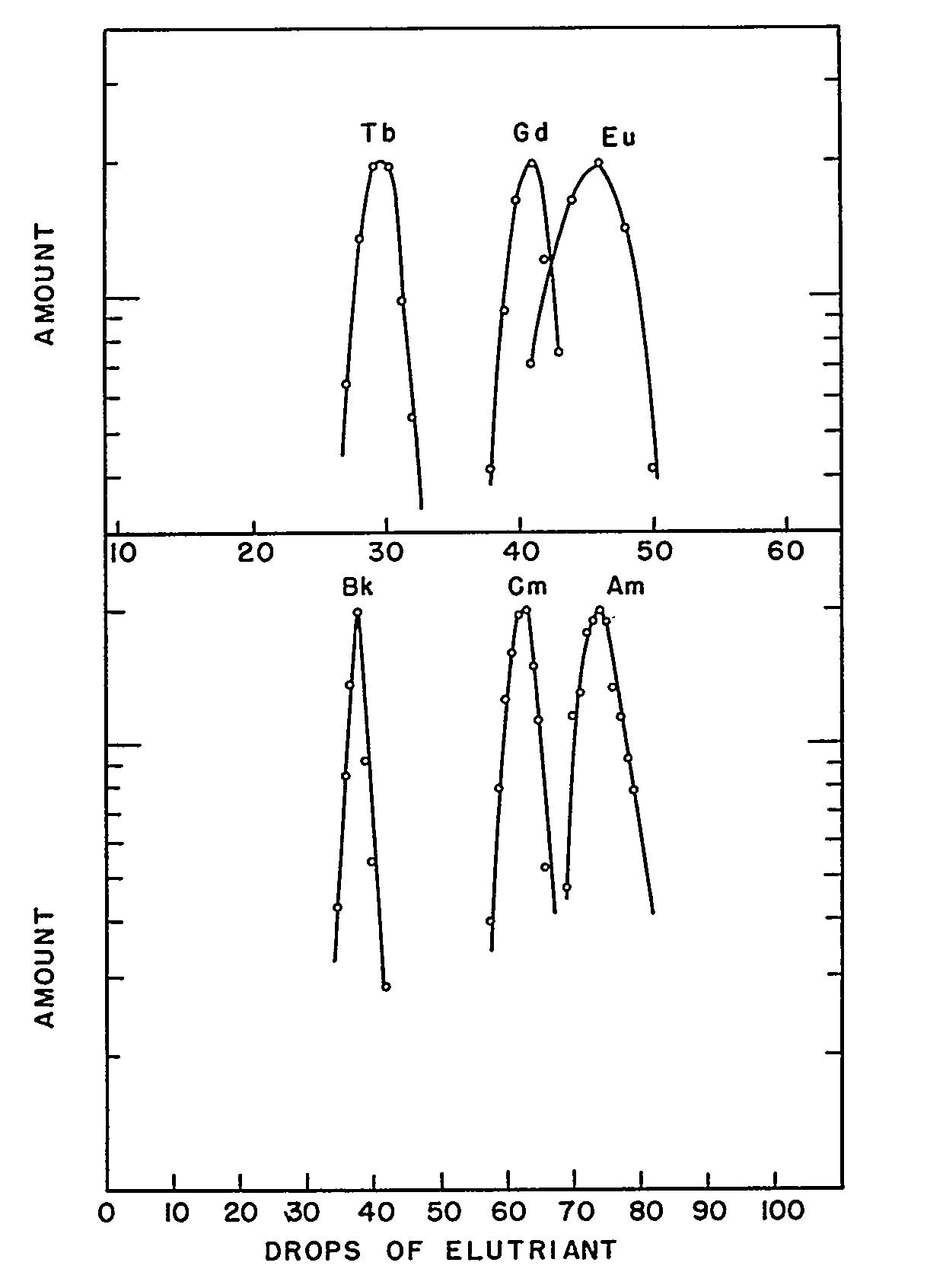
層析洗提曲線，能看出鑭系的鋱（Tb）、釓（Gd）和銪（Eu）與相應錒系的錇（Bk）、鋦（Cm）和鋂（Am）之間的相近之處。

更進一步的分離過程是在微酸（pH≈3.5）的檸檬酸/銨緩衝溶液中進行的，並使用到高溫離子交換法。當時人們並不瞭解第97號元素的層析特性為何，但可從鋱的洗提曲線中推導出來（見圖）。最初在洗提產物中探測不出α粒子輻射的特徵，但在繼續尋找K-α特徵X光和轉變電子後，科學家終於辨認到了錇元素。在最初的報告中，該新元素的質量數並不確定是243還是244，之後才確定為243。

## 特性

### 物理特性

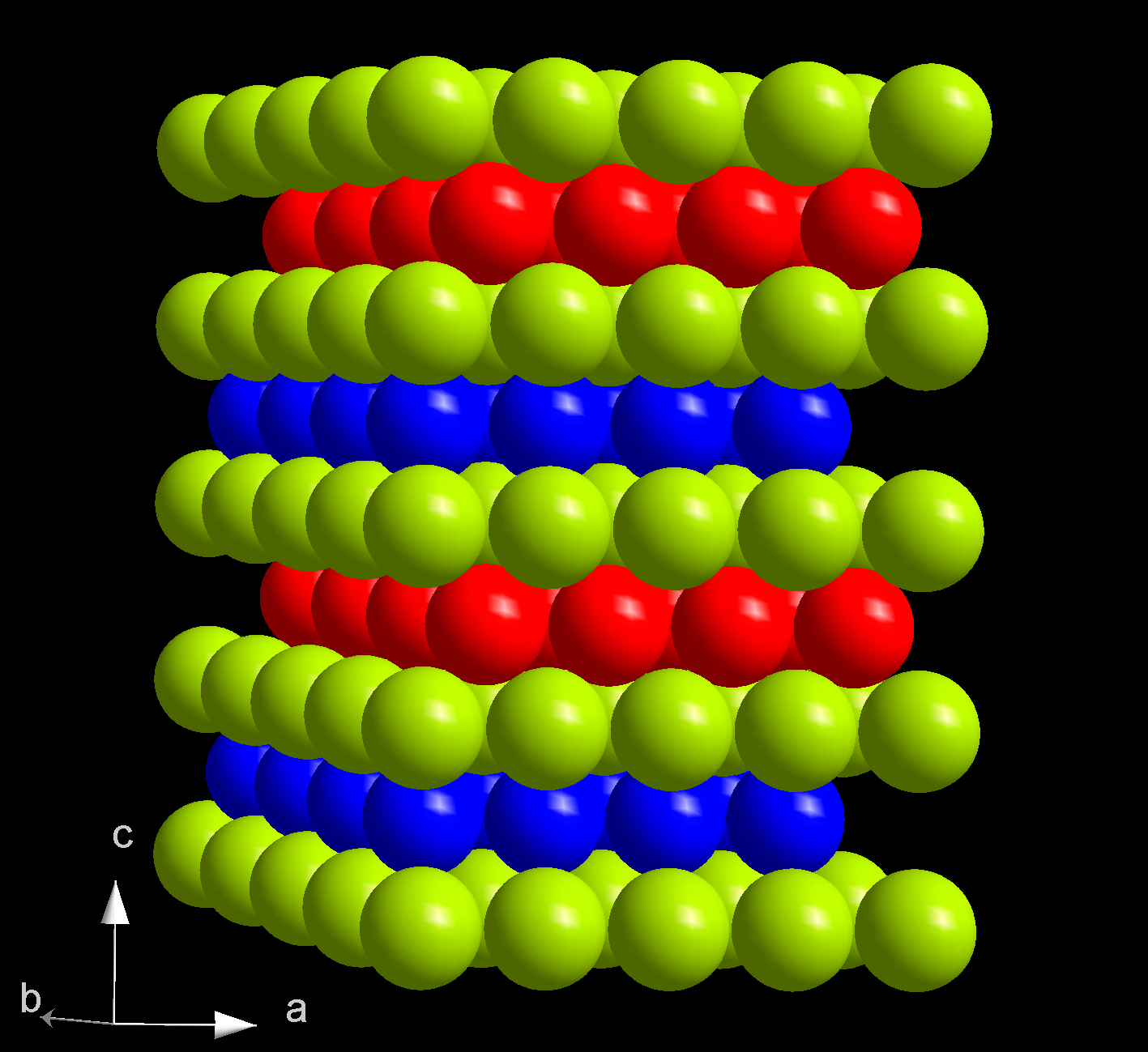
α型錇金屬的雙六方密排晶體結構，層序為ABAC（A：綠色，B：藍色，C：紅）

錇是一種柔軟的銀白色放射性錒系金屬，在元素週期表中位於鋦之右，鉲之左，鑭系元素鋱之下。錇的許多物理和化學特性與鋱相似。錇的密度為14.78 g/cm3，介乎鋦（13.52 g/cm3）和鉲（15.1 g/cm3）之間；其熔點（986 °C）也低於鋦（1340 °C），高於鉲（900 °C）。錇的體積模量是錒系元素中相對較低的，大約為20 GPa（2×1010Pa）。
由於f軌域電子的內部躍遷，Bk3+離子會發出螢光，峰值在652納米（紅光）和742納米（深紅光，近紅外線）波長處。激發功率和樣本的溫度會影響這兩個峰值的相對亮度。要觀察到這一螢光現象，可以把矽酸鹽玻璃連同氧化錇或鹵化錇一起加熱，使錇離子在熔化了的玻璃中分散。
當溫度介乎70 K和室溫之間時，錇呈居里外斯順磁性，實際磁矩為9.69玻爾磁子（µB），居里溫度為101 K。實際磁矩值幾乎與簡單原子L-S耦合模型計算出的理論值9.72 µB相同。當溫度降到大約34 K的時候，錇會轉為呈反鐵磁性。錇在標準狀態下在氫氯酸中的溶解焓為−600 kJ/mol−1，並可依此推算出水溶Bk3+離子的標準生成焓（ΔfH°）為−601 kJ/mol−1。Bk3+與Bk0間的標準電極電勢為−2.01 V。中性錇原子的電離電勢為6.23 eV。

### 同素異形體
在一般情況下，錇的結構是最穩定的α型。該結構呈六方對稱形，空間群為P63/mmc，晶格參數分別為341 pm和1107 pm。該晶體有著雙六方密排結構，層序為ABAC，因此它與α-鑭和鋦以後的錒系元素的α型晶體同型（具有相似的結構）。這種結構隨著壓力和溫度而變化。在室溫下壓縮到7 GPa時，α-錇會轉變為β型，該結構屬於面心立方（fcc）對稱型，空間群為Fm3m。這種結構轉變不會使體積產生變化，但其焓會增加3.66 kJ/mol。當繼續加壓到25 GPa時，錇更會轉變為屬於正交晶系的γ型結構，與α-鈾相似。轉變後的體積會增加12%，並使5f殼層電子離域。直到57 GPa錇都不會再進行相變。
加熱後，α-錇會變為面心立方結構（但與β-錇稍有不同），空間群為Fm3m，晶格常數為500 pm。這種結構和層序為ABC的密排結構相同。這是一種亞穩態，並會在室溫下緩慢地變回α-錇。科學家認為這一相變發生時的溫度與錇的熔點非常相近。

### 化學特性
和所有錒系元素一樣，錇可溶於各種無機酸溶液中，並在轉化為Bk3+時釋放氫氣。這種三價氧化態（+3）特別在水溶液中最為穩定，但另外也存在四價（+4）和五价（+5）的錇化合物。二價（+2）錇化合物也有可能存在，但目前仍不確定。錇的鑭系同類物鋱也有類似的特性。Bk4+在多數酸溶液中都呈綠色，Bk4+則在氫氯酸中呈黃色，並在硫酸中呈橘黃色。錇在室溫下不會與氧發生劇烈反應，這可能是因為它的表面形成了氧化物保護層。另外，錇會與熔化了的金屬、氫、各種鹵素、氧族元素和氮族元素反應，形成各類二元化合物。

### 同位素
目前已知屬性的錇同位素共有20種，同核異構體共6種，質量數從235到254不等，全都具有放射性。半衰期最長的有247Bk（1380年）、248Bk（9年）和249Bk（330天）。其餘的同位素半衰期從幾微秒到幾天不等。錇-249是所有同位素中最容易合成的。它主要釋放軟β粒子，因此較容易被探測到。錇-249的α輻射非常弱，只有其β輻射的1.45×10-3%，但也被用於探測該同位素。第二重要的錇同位素是錇-247，它像大部分錒系元素的同位素一樣會釋放α粒子。

## 存量
由於所有錇同位素的半衰期都在1380年以下，遠遠不足以從地球形成時（數十億年前）存留至今。因此所有的原始的錇元素（地球形成時存在的錇）至今都已衰變殆盡了。
在地球上，錇主要集聚在幾處曾在1945至1980年用於進行核試驗的地點，以及一些核事故地點，如切爾諾貝爾核事故、三哩岛核泄漏事故和1968年图勒空军基地B-52坠毁事件等的發生地點。1952年11月1日，美國在埃內韋塔克環礁引爆了代號為常春藤麥克的氫彈。分析顯示，爆炸碎片中含有高濃度的各種錒系元素，其中也包括了錇。由於正值冷戰，研究結果起初被軍方列為機密，直到1956年才被發佈。
利用核反應爐產生的錇同位素主要是錇-249。在儲存和運載時，大部分的錇會經β衰變變為鉲-249。鉲-249的半衰期為351年，相對其他在反應爐中產生的同位素來說相當長，
含鈾量極高的礦藏中，重元素經中子捕獲和β衰變之後，可能會自然產生痕量的鉳，儘管這一點尚未得到證實。從95號鋂至100號鐨的超鈾元素，包括鉳，都曾在位於加彭奧克洛的天然核反應爐中自然產生，但至今已不再形成了。

## 合成與提取

### 同位素的製備
在核反應爐中對鈾（238U）或鈈（239Pu）進行中子撞擊，可以形成錇。首先，鈾燃料經中子捕獲（又稱(n,γ)反應或中子聚變）變為鈈：
{\displaystyle \mathrm {^{238}_{\ 92}U\ {\xrightarrow {(n,\gamma )}}\ _{\ 92}^{239}U\ {\xrightarrow[{23.5\ min}]{\beta ^{-}}}\ _{\ 93}^{239}Np\ {\xrightarrow[{2.3565\ d}]{\beta ^{-}}}\ _{\ 94}^{239}Pu} } （箭頭下的時間為半衰期）
鈈-239再經中子通量比一般反應爐高幾倍的輻射源（如位於美國田納西州橡樹嶺國家實驗室的85百萬瓦特高通率同位素反應爐）照射。高中子通量能夠催發多次中子融合反應，把239Pu轉換為244Cm，然後轉換為249Cm：
{\displaystyle \mathrm {^{239}_{\ 94}Pu\ {\xrightarrow {4(n,\gamma )}}\ _{\ 94}^{243}Pu\ {\xrightarrow[{4.956\ h}]{\beta ^{-}}}\ _{\ 95}^{243}Am\ {\xrightarrow {(n,\gamma )}}\ _{\ 95}^{244}Am\ {\xrightarrow[{10.1\ h}]{\beta ^{-}}}\ _{\ 96}^{244}Cm} \quad ;\quad \mathrm {^{244}_{\ 96}Cm\ {\xrightarrow {5(n,\gamma )}}\ _{\ 96}^{249}Cm} }
鋦-249的半衰期很短，只有64分鐘，所以不太可能進一步轉換為250Cm。不過，鋦-249會經β衰變形成249Bk。
{\displaystyle \mathrm {^{249}_{\ 96}Cm\ {\xrightarrow[{64.15\ min}]{\beta ^{-}}}\ _{\ 97}^{249}Bk\ {\xrightarrow[{330\ d}]{\beta ^{-}}}\ _{\ 98}^{249}Cf} }
249Bk半衰期較長，有330天，因此可以再捕獲一顆中子。但是產生出來的250Bk半衰期又非常短，只有3.212小時，所以不可能再變成更重的錇同位素，而是衰變為鉲同位素250Cf：
{\displaystyle \mathrm {^{249}_{\ 97}Bk\ {\xrightarrow {(n,\gamma )}}\ _{\ 97}^{250}Bk\ {\xrightarrow[{3.212\ h}]{\beta ^{-}}}\ _{\ 98}^{250}Cf} }
雖然247Bk是錇最穩定的同位素，但是合成該同位素的過程卻缺乏效率。這是因為鋦-247（原同位素）的衰變率很慢，所以在進行β衰變形成錇-247，就已吸收了更多的中子，形成別的同位素了。因此249Bk是最容易合成的錇同位素，但其產量仍然微乎其微（美國在1967至1983年間的錇產量總和只有0.66克，每毫克價格高達185美元。
同位素248Bk是在1956年以能量為25MeV的α粒子撞擊含各種鋦同位素的混合物而首次合成的。該同位素和245Bk的訊號互相重疊，無法直接辨識，但科學家通過測量衰變產物248Cf量的增加，確定了這個新的同位素的存在。同年，科學家以α粒子撞擊244Cm，產生了錇-247：
{\displaystyle \mathrm {^{244}_{\ 96}Cm\ {\xrightarrow[{}]{(\alpha ,n)}}\ _{\ 98}^{247}Cf\ {\xrightarrow[{3.11\ h}]{\epsilon }}\ _{\ 97}^{247}Bk} }
{\displaystyle \mathrm {^{244}_{\ 96}Cm\ {\xrightarrow[{}]{(\alpha ,p)}}\ _{\ 97}^{247}Bk} }
1979年，科學家以11B撞擊235U，以10B撞擊238U，以14N撞擊232Th並且以15N撞擊232Th，合成了錇-242。錇-242經電子捕獲轉變為242Cm，半衰期為7.0 ± 1.3分鐘。該實驗並沒有產生241Bk同位素。科學家在後來成功合成了241Bk。
{\displaystyle \mathrm {^{235}_{\ 92}U\ +\ _{\ 5}^{11}B\ \longrightarrow \ _{\ 97}^{242}Bk\ +\ 4\ _{0}^{1}n\quad ;\quad _{\ 90}^{232}Th\ +\ _{\ 7}^{14}N\ \longrightarrow \ _{\ 97}^{242}Bk\ +\ 4\ _{0}^{1}n} }
{\displaystyle \mathrm {^{238}_{\ 92}U\ +\ _{\ 5}^{10}B\ \longrightarrow \ _{\ 97}^{242}Bk\ +\ 6\ _{0}^{1}n\quad ;\quad _{\ 90}^{232}Th\ +\ _{\ 7}^{15}N\ \longrightarrow \ _{\ 97}^{242}Bk\ +\ 5\ _{0}^{1}n} }

### 分離
錇在液體中有著較穩定的+4氧化態，因此要把錇從別的錒系元素中分離出來會較為簡單。核合成會產生大量的錒系元素副產品，這些元素的氧化態主要為+3。在最初進行的實驗當中，科學家沒有用到這一分離法，而是使用了一種相對複雜的過程。三價錇離子可以被氧化為+4態，可用的氧化劑包括溴酸鹽（BrO−
3）、鉍酸鹽（BiO−
3）、鉻酸鹽（CrO2−
4和Cr
2O2−
7）、硫醇銀(I)（Ag
2S
2O
8）、二氧化鉛（PbO
2）和臭氧（O
3）等，另也可用光化學氧化過程。製成的四價錇離子再通過離子交換層析法或液態-液態提取法分離出來。液態-液態提取法可使用HDEHP（二(2-乙基已基)膦酸）、各種胺、磷酸三丁酯或其他的各種試劑。這些過程都能將錇從多數三價的錒系元素和鑭系元素中分離出來，但鈰除外。（鑭系元素並不是離子照射後的產物，而是在各種核裂變衰變鏈中產生的。）
橡樹嶺國家實驗室采用的方法如下：先用氯化鋰作為試劑對最初的錒系元素混合物進行離子交換法，再將其沉澱為氫氧化物，過濾後溶解在硝酸中。然後用正離子交換樹脂對該溶液進行高壓洗提，其中的錇再經由以上的任一方法氧化並提取出來。這個溶液當中幾乎沒有任何其他的錒系元素（但仍含鈰）。把Bk4+還原為Bk3+之後，可再次用離子交換法把錇從鈰中分離出去。

### 錇金屬的製備
位於美國愛達荷州的愛達荷國家實驗室於1952年開始了一項計劃，以研究固態錇及其化合物的化學及物理屬性。Burris B. Cunningham和Stanley Gerald Thompson於1958年用8克的鈈-239作為目標體，在反應爐內對其進行持續6年的放射，最後首次製成了宏觀數量的錇元素（0.6微克）。這是目前唯一一種可用來製造可稱量的錇的方法，且大部分實驗所用到的固態錇重量都不超過幾微克。
世界上主要用來製造錇的放射反應爐是位於美國田納西州橡樹嶺國家實驗室的80百萬瓦特高通率同位素反應爐，以及在俄羅斯季米特洛夫格勒核反應器研究所的SM-2環流反應器。兩者都是專門用來製造超鋦元素的（原子序超過96的元素），有著相似的功率和通量，對超鋦元素的產量也預計相似，但俄羅斯核反應器研究所並不公開他們的生產記錄。橡樹嶺國家實驗室的一次常規作業會對數十克鋦進行放射，產生約十分之一克鉲、數毫克錇-249和鑀以及數皮克鐨。從1967年至今在橡樹嶺生產的錇-249總量僅僅超過1克。
科學家在1971年在1000 °C的溫度下用氣態鋰對三氟化錇的還原反應，首次製備了錇金屬，共製成1.7微克。他們把三氟化錇懸掛在鎢絲上，置於由鉭做成的坩堝上方，坩堝裝著熔化了的鋰。
{\displaystyle \mathrm {BkF_{3}\ +\ 3\ Li\ \longrightarrow \ Bk\ +\ 3\ LiF} }
用四氟化錇也能達到類似的結果。用釷和鑭還原四價錇離子，也會形成錇金屬。

## 化合物

### 氧化物
已知的氧化錇有兩種，其中的錇氧化態分別為+3（三氧化二錇，Bk2O3）和+4（二氧化錇，BkO2）。二氧化錇是一種棕色的固體，三氧化二錇則是熔點為1920 °C的黃綠色固體，可通過氫分子來還原二氧化錇而取得：
{\displaystyle \mathrm {2\ BkO_{2}\ +\ H_{2}\ \longrightarrow \ Bk_{2}O_{3}\ +\ H_{2}O} }
加熱到1200 °C後，Bk2O3會進行相變，到1750 °C時再進行一次相變。錒系元素的倍半氧化物（三氧化二……）都具有這三種相態。另外，有報告稱一氧化錇（BkO）是一種灰色的脆弱固體。

### 鹵化物
錇鹵化物中錇的氧化態為+3或+4，其中+3態特別在溶液中最為穩定。科學家目前只知道四價鹵化物BkF4和Cs2BkCl6的固態屬性。三氟化錇和三氯化錇中錇原子的配位呈三帽三角菱柱形，配位數為9。在三溴化錇中，錇原子的配位呈二帽三角菱柱形形，配位數為8；或呈八面體形，配位數為6。三碘化錇中的錇配位呈八面體形。
| 氧化態 | F             | Cl                        | Br               | I             |
| ------ | ------------- | ------------------------- | ---------------- | ------------- |
| +3     | BkF3 （黃色） | BkCl3 （綠色） Cs2NaBkCl6 | BkBr3 （黃綠色） | BkI3 （黃色） |
| +4     | BkF4 （黃色） | Cs2BkCl6 （橙色）         |                  |               |

四氟化錇（BkF4）是一種黃綠色的離子固體，與四氟化鈾和四氟化鋯同型。三氟化錇（BkF3）也是種黃綠色的固體，但它有兩種晶體結構。較穩定的一種存在於較低溫度，與三氟化釔同型；另一種存在於350和600 °C之間，與三氟化鑭同型。
1962年，科學家首次分離並研究了三氯化錇（BkCl3），其重量只有30億分之一克。他們首先準備一條溫度為500 °C，含有氧化錇的中空石英管，再注入氯化氫。製成三氯化錇為綠色固體，熔點在600 °C，結構與三氯化鈾同型。當加熱到接近熔點時BkCl3會進行相變，結構轉為屬於正交晶系。
已知的三溴化錇共有兩種，其中錇的配位數分別為6和8。後者不甚穩定，在加熱到大約350 °C時會轉變為前者。科學家從249BkBr3樣本剛製成時，持續超過3年利用X光散射技術對該樣本進行檢測。在這段時間內，一部分的錇-249經過β衰變轉變成鉲-249，使化合物變為249CfBr2。樣本的結構並沒有隨時間變化，但249CfBr3可以被氫還原成249CfBr2，而249BkBr3則不能被還原。科學家又對單獨的249BkBr3和249CfBr3，以及對兩者的混合物分別進行了實驗，都證實了該項結果。化合物中的錇以每天0.22%的速率衰變為鉲，這有礙對錇化合物的研究。除了會干擾化學成分之外，249Cf還會釋放α粒子，從而對晶體結構造成破壞，並使樣本自然加熱。要消除化學成份變化的影響，可以在不同時間對樣本進行測量，並依此推算出所需的數值。

### 其他無機化合物
錇-249可以和氮、磷、硒和銻分別形成BkX型的化合物。這些化合物的晶體結構屬於立方晶系，可在高溫（約600 °C）、高真空環境下使三氫化錇（BkH3）或錇金屬與這些元素反應而制得。
三硫化二錇（Bk2S3）是一種棕黑色晶體。在1130 °C使氧化錇與硫化氫和二硫化碳的氣態混合物反應，或使錇金屬直接和硫反應，都可以形成三硫化二錇。
在1摩爾濃度的氫氧化鈉溶液中，氫氧化錇(III)和氫氧化錇(IV)都是穩定的。磷酸錇(III)（BkPO4）是一種固體，並在綠光照射下會有強烈的螢光反應。要製備氫化錇，須使錇金屬和氫氣在大約250 °C的溫度下反應。氫化錇的化學式中，氫的系數不是整數：BkH2+x（0 < x < 1）。錇還有幾種其他的鹽，包括硫氧化錇（Bk2O2S）以及水合硝酸錇（Bk(NO
3)
3·4H
2O）、水合氯化錇（BkCl
3·6H
2O）、水合硫酸錇（Bk
2(SO
4)
3·12H
2O）和水合草酸錇（Bk
2(C
2O
4)
3·4H
2O）。Bk
2(SO
4)
3·12H
2O在600 °C溫度下於氬氣中（為避免氧化成BkO
2）經熱分解後，會產生硫氧化錇(III)晶體（Bk
2O
2SO
4）。該化合物在惰性環境裏在1000 °C以下不會熱分解。

### 有機化合物
錇能形成三角型(η5–C5H5)3Bk茂金屬，含有三個環戊二烯基團。合成方法是在70 °C下使三氯化錇與熔化了的二茂鈹（Be(C5H5)2）反應。該化合物呈琥珀色，密度為2.47 g/cm3，在250 °C以下不會熱分解，並在大約350 °C昇華。由於錇具有高放射性，所以這種化合物在幾個星期之內便會自我破壞。(η5–C5H5)3Bk當中的一個環戊二烯基可以被取代為氯原子，形成[Bk(C5H5)2Cl]2。該化合物的吸收光譜與(η5–C5H5)3Bk的相似。

## 應用

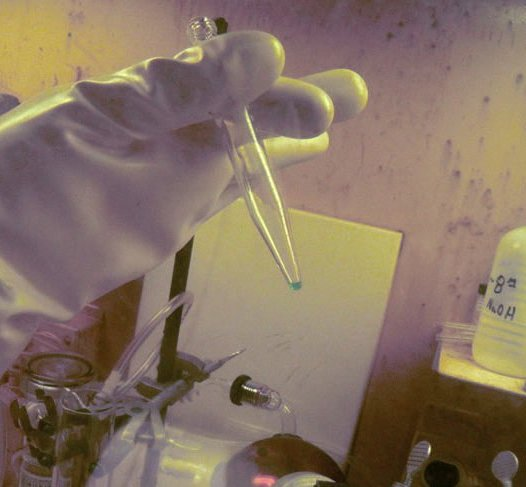
用來合成Ts的錇目標體，溶於水中

目前錇在基礎科學研究之外沒有實際的用途。錇-249常被用於製備更重的超鈾元素和超重元素，如鐒、鑪和𨨏。它也可以被用於製造鉲-249。對鉲的化學研究常用到鉲-249，以取代放射性更強、須用中子撞擊產生的鉲-252同位素。
美國和俄羅斯從1989年起開始合作合成113至118號元素。橡樹嶺國家實驗室於2009年在進行250天長的粒子照射後，產生了22毫克的錇-249。該樣本被送往位於俄羅斯杜布納的聯合核研究所（JINR），並在U400迴旋加速器中經鈣離子撞擊150天後，首次產生了共6顆的Ts原子。

## 核燃料循環
錇的核裂變屬性與其鄰近的錒系元素不同，這使錇不能成為一種有效的核反應燃料。錇-249的熱中子捕獲截面較大（710靶恩），共振積分為1200靶恩，但熱中子裂變截面卻很低。因此在熱核反應爐中，大部分的錇-249會轉變為錇-250，再迅速衰變為鉲-250。理論上，錇-249可以在快中子增殖反應堆中維持核連鎖反應。其臨界質量較高，有192 kg。利用水或鋼反射器，可以降低臨界質量，但仍然會大大超出錇在全球的總產量。
錇-247在熱中子反應堆和快中子反應堆中都能夠維持核連鎖反應，但由於製造方法繁複，其產量遠低於臨界質量。球體錇-247的臨界質量為75.7 kg，加上水反射器後為41.2 kg，用鋼反射器（厚30 cm）的話，則為35.2 kg。

## 安全
科學家並不瞭解錇會對人的身體有何影響，而且無法拿其他元素借鑒，因為錇的輻射產物很不同（錇釋放電子，而大部分其他錒系元素則釋放α粒子和中子）。錇-249所釋放的電子能量頗低（不足126 keV），在其他衰變發生的同時，信號受到干擾而無法被探測到，因此相比其他錒系元素，它對人體相對無害。不過，錇-249會變為釋放大量α粒子的鉲-249同位素，半衰期只有330天。鉲-249非常危險，必須在特殊的實驗室裏，在手套箱內處理。
大部分有關錇的毒性的數據都是來自於動物實驗的。當老鼠進食錇之後，大約只有0.01%的錇元素會進入血液。血液中的錇有65%進入骨骼，並存留約50年；25%進入肺部（生物半衰期約為20年）；0.035%進入睾丸或0.01%進入卵巢，並永久存留；約10%排出體外。錇在以上的器官內都可以致癌，而在骨骼系統內，它還會破壞紅血球。人類骨骼裏錇-249的量的允許上限為0.4納克。

## 書目
- Greenwood, Norman N; Earnshaw, Alan.  2. Oxford: Butterworth-Heinemann. 1997. ISBN 0-08-037941-9.
- Holleman, Arnold F.; Wiberg, Nils.  102. Berlin: de Gruyter. 2007. ISBN 978-3-11-017770-1.
- Peterson, J. R.; Hobart, D. E. . Emeléus, Harry Julius  (编).  28. Academic Press. 1984: 29–64  [2013-03-18]. ISBN 0-12-023628-1. doi:10.1016/S0898-8838(08)60204-4. （原始内容存档于2020-09-23）.

## 外部連結
- 元素锫在洛斯阿拉莫斯国家实验室的介紹（英文）
- —— 锫（英文）
- 元素锫在The Periodic Table of Videos（諾丁漢大學）的介紹（英文）
- 元素锫在Peter van der Krogt elements site的介紹（英文）
- WebElements.com – 锫（英文）